# Raquel Martínez-Gómez
Raquel Martínez-Gómez (* 1973 in Albacete, La Mancha) ist eine spanische Schriftstellerin, welche den Literaturpreis Europäischen Union 2010  gewonnen hat. Sie wurde für ihr Werk Sombras de Unicornio (Schatten des Einhorns) ausgezeichnet.

## Leben
Raquel Martínez-Gómez wuchs in La Mancha, Spanien auf. Sie studierte an der University of Sussex und der Complutense Universität Madrid. Sie hat einen Doktortitel in Internationalen Beziehungen von der Universität Complutense Madrid und einen Master in moderner und zeitgenössischer Literatur, Kultur und Denken von de Universität Sussex, Großbritannien.
Sie kombiniert ihr Schreiben mit ihrer Arbeit und ist auf den Bereich der nachhaltigen Entwicklung spezialisiert. Zuvor lebte sie in Uruguay, im Vereinigten Königreich und Mexiko und nahm an Universitätsprogrammen in Argentinien und Kuba teil.

## Auszeichnungen
- 2010: Literaturpreis der Europäischen Union 2010

## Werke
- Los Huecos de la Memoria (Erinnerungslücken)[3], 2014 Universidad Veracruzana, gewann 2018 den Preis für historische Romane von Antonio García Cubas, INAH Mexiko, ISBN 978-607-502-645-9
- Ceniza de Ombú (Asche von Ombu), 2017 Manosanta Desarrollo Editorial, ISBN 978-9974-8486-8-9
- Sombras de Unicornio (Einhornschatten), 2010 Algaida Editores, wurde 2010 mit dem Literaturpreis der Europäischen Union sowie 2007 mit dem Ateneo de Sevilla-Preis ausgezeichnet. Das Werk wurde in acht Sprachen übersetzt, ISBN 978-84-7647-639-0
- Del Color de la Lava (Die Farbe der Lava), veröffentlicht in a la Luz del Candil, gewann 2002 den Preis der Stadt Mostoles, ISBN 978-84-96000-02-5